# Huez
Huez – miejscowość i gmina we Francji, w regionie Owernia-Rodan-Alpy, w departamencie Isère.
Według danych na rok 1990 gminę zamieszkiwało 1265 osób, a gęstość zaludnienia wynosiła 89 osób/km² (wśród 2880 gmin regionu Rodan-Alpy Huez plasuje się na 658. miejscu pod względem liczby ludności, natomiast pod względem powierzchni na miejscu 825.).